# Еразмус фон Хоенберг
Еразмус фон Хоенберг (на немски: Erasmus von Hohenberg; † 1529) е благородник от швабския род Хоенберг, господар на Хоенберг ан дер Егер в Бавария.
Той е син на Йохан фон Хоенберг († 1499) и съпругата му Маргарета фон Еберсторф, дъщеря на Йохан IV/Ханс фон Еберсторф († 1459) и Маргарета фон Екартзау († сл. 1489). Внук е на Фридрих фон Хоенберг († 1459) и Марта фон Щубенберг-Капфенберг († 1460). 

## Фамилия
Еразмус фон Хоенберг се жени за Барбара фон Фолкенсторф, дъщеря на Каспар фон Фолкенсторф († 1525) и Клара Вишпек († 1519). Те имат дъщеря:
- Анна фон Хоенберг-Кройцбах, омъжена за австрийския военен командир и дворцов майстер фрайхер Вилхелм II фон Рогендорф-Моленбург (* 18 ноември 1511; † 1543)[3]